# Sirożupannyki
Sirożupannyki (ukr. Сірожупанники, także Szara Dywizja) – popularna nazwa ukraińskiej dywizji, utworzonej w 1918 w Austrii z ukraińskich jeńców pochodzących z armii rosyjskiej, dzięki zabiegom Związku Wyzwolenia Ukrainy. Nazwa pochodziła od koloru szarych austriackich płaszczy używanych przez jednostkę.

## Historia
Jednostka była formowana z jeńców przebywających w obozach we Freistadt (żołnierze) i Josefstadt (oficerowie).
Formowaniem i szkoleniem jednostki, które rozpoczęło się w marcu 1918 w Włodzimierzu Wołyńskim, kierowała austriacka misja wojskowa, dowodzona przez kapitana Kvaternika. Jego adiutantem był kapitan Iwan Kossak.
Dywizja otrzymała nazwę 1 Dywizja Strzelecko-Kozacka, składała się z 4 pułków piechoty (w sumie 13 kompanii), 1 dywizjonu artylerii, 1 kompanii konnej, 1 kompanii saperów oraz pododdziałów pomocniczych. Stan bojowy na dzień 1 lipca 1918 wyniósł 140 oficerów i 6000 żołnierzy. Dowódcą dywizji został mianowany ppłk. I. Perłyk, szefem sztabu kpt. O. Pyłypenko.
28 sierpnia 1918 dywizja została oddana do dyspozycji Głównego Dowództwa Państwa Ukraińskiego, i po uroczystej paradzie 1 września 1918 w Kijowie rozmieszczona w rejonie Konotopu.
W październiku została częściowo zdemobilizowana, do stanu 250 oficerów i 950 żołnierzy. Podczas powstania antyhetmańskiego przeszła na stronę Dyrektoriatu i zwiększyła liczebność do 6000 żołnierzy i oficerów. Dowódcą został mjr Palij, później zastąpił go ppłk Wołodymyr Abaza.
W czasie walk z Armią Czerwoną w grudniu 1918 część żołnierzy. pod wpływem agitacji bolszewickiej odmówiła walki z 1 Ukraińską Dywizją Radziecką, dlatego dywizję w styczniu częściowo zdemobilizowano (do stanu 2500 żołnierzy i oficerów) oraz zmieniono nazwę na „Szarą Dywizję”. Dowództwo objął gen. Antin Puzyćki. Od połowy stycznia do połowy marca 1919 dywizja walczyła z bolszewikami na północy Ukrainy, w rejonie Korostenia, Owrucza, Żytomierza i Berdyczowa, ponosząc ciężkie straty.
Od kwietnia 1919 formacja walczyła z wojskami polskimi, rozwinięta do stanu korpusu w składzie 2 dywizji, pod dowództwem gen. Ilji Martyniuka. W połowie maja została rozbita przez wojska polskie, większość żołnierzy trafiła do niewoli. Resztki korpusu przebiły się w rejon Łanowców, gdzie zostały przeformowane w 4 Szarą Dywizję Strzelecką, w sile 700 żołnierzy, dowodzoną przez płk. P. Hanża. Weszła ona w skład Grupy Wołyńskiej Armii URL. 
Resztki jednostki walczyły jako 4 Szara Brygada Strzelców w składzie 2 Wołyńskiej Dywizji Strzelców do listopada 1920.